# AMP Warsaw

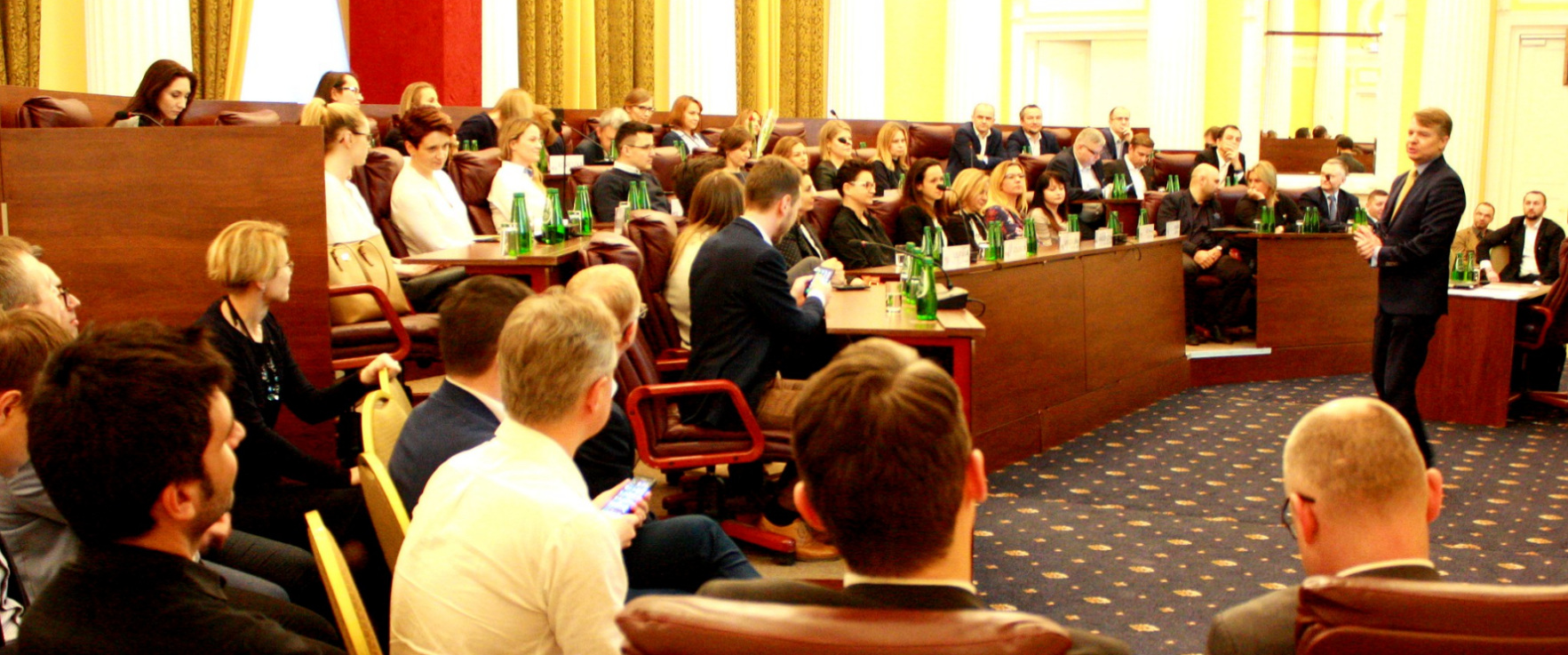
Sesja AMP Warsaw 2017

AMP Warsaw (od ang. Advanced Management Program) – pierwszy program prowadzony w Polsce przez hiszpańską Wyższą Szkołę Zarządzania IESE dla menedżerów najwyższego szczebla (np. prezesów, właścicieli firm, członków rad nadzorczych) z zakresu executive education (podyplomowe programy menedżerskie).

## Charakterystyka
Pierwszą edycję programu AMP w Polsce IESE uruchomiło w październiku 2006 roku. Od tego czasu program ten odbywa się każdego roku w Warszawie. IESE prowadzi programy AMP również w Barcelonie, Monachium, Nowym Jorku i São Paulo oraz specjalistyczny kurs AMP poświęcony mediom (AMP in Media) w Nowym Jorku i Los Angeles.
Do 2014 roku polską edycję programu ukończyło ponad 300 osób, wśród nich m.in. Marek Kamiński i Bogusław Leśnodorski. Wykłady prowadzone są w języku angielskim przez wykładowców z IESE. Dyrektorem IESE Executive Education Center w Warszawie jest Radosław Koszewski.

## Linkowania zewnętrzne
- IESE Executive Education Center w Warszawie